# Mellow Mark
Mellow Mark  (eredeti neve Mark Schlumberger) (Bayreuth, 1974. május 23. –) német rap- reggae- és soul zenész.

## Lemezei

### Nagylemezek
- 2003: Sturm
- 2004: Das 5te Element

### EP-k
- 2002: Revolution

### 7 inch
- 2003: Dein Wort in Gottes Ohr feat. Pyro
- 2004: Was geht ab mit der Liebe

### 12 inch
- 2003: Feuer/Hunger
- 2002: Revolution Mixes
- 2003: Weltweit

### Kislemezek
- 2003: Weltweit
- 2003: Butterfly
- 2006: Astronaut
- 2005: Comeback feat. Culcha Candela & Martin Jondo
- 2004: Kunsum feat. Cashma Hoody
- 2005: Ay Muchacho feat. MassiveSound & Pyro